# 紀念基輔建城1500周年
纪念基辅建城1500周年活動是蘇聯為了紀念當時蘇維埃烏克蘭的首都基輔（今烏克蘭首都）在1982年踏入建城的1500周年，尽管考古学家发现了基辅于6世纪或7世纪已存在的证据和在两千年前的文件中被提及，所定義的建城日期還是由最正式的建城日作爲根據（公元482年）。
为庆祝基輔建城1500周年，城市修复並新建造了许多重要的纪念碑，例如基辅创始人纪念碑和乌克兰与俄罗斯统一纪念纪念碑（2022年5月改名為烏克蘭人民自由拱門）。當時的基辅居民非常喜欢這一系列的庆祝活动，因此基辅日于1987年創立並定为法定假日，于每年五月的最后一个周末舉行。 